# 郡上市立大和小学校
郡上市立大和小学校 （ぐじょうしりつ やまとしょうがっこう）は、岐阜県郡上市大和町にある公立小学校。

## 概要
2024年、郡上市大和町の4つの小学校（大和北小学校、大和第一北小学校、大和西小学校、大和南小学校）を統合し開校。
校舎は旧・大和北小学校の敷地に新築。校舎一部（特別教室、管理棟など）と体育館（2023年竣工）は旧・大和北小学校の建物を転用する。

## 沿革
- 2021年（令和3年）12月 - 大和地域統合小学校の校名が、郡上市立大和小学校に決定する[1]。
- 2022年（令和4年）
  - 7月 - 体育館の起工式を行う。
  - 10月22日 - 校舎の起工式を行う[2]。
- 2023年（令和5年）
  - 3月 - 校章が決定する[3]。
  - 3月 - 体育館が完成する。体育館は大和北小学校の体育館として使用する。
  - 12月 - 校歌が完成する[4]。
- 2024年（令和6年）
  - 2月 - 校舎が完成する。
  - 4月1日 - 開校。
  - 4月6日 - 開校式を行う[5][6]。

## 通学区域
- 大和町島
- 大和町落部
- 大和町河辺
- 大和町徳永
- 大和町神路
- 大和町牧
- 大和町栗巣
- 大和町古道
- 大和町剣
- 大和町名皿部
- 大和町小間見
- 大和町大間見
- 大和町万場

## 進学先中学校
- 大和中学校